# 1645
| [ Edytuj tabelę ]              | |
| Król Polski                    | - 1632 Władysław IV Waza 1648 |
| Współksiążęta Andory           | - 1634 Pau Duran 1651 - 1643 Ludwik XIV 1715 |
| Król Anglii i Szkocji          | - 1625 Karol I 1649 |
| Elektor Bawarii                | - 1623 Maksymilian I Bawarski 1651 |
| Elektor Brandenburgii          | - 1640 Fryderyk Wilhelm 1688 |
| Sułtan Brunei                  | - 1619 Abdul Jailul Akhbar 1649 - 1625 Muhammad Ali 1660                                                                                         |
| Cesarz Chin                    | - 1644 Shunzhi 1661 |
| Król Czech                     | - 1637 Ferdynand III Habsburg 1657 |
| Król Danii                     | - 1588 Chrystian IV 1648 |
| Dalajlama                      | - 1617 Lobsang Gjaco 1682 |
| Cesarz Etiopii                 | - 1632 Fasiledes 1667 |
| Król Francji                   | - 1643 Ludwik XIV 1715 |
| Król Hiszpanii                 | - 1621 Filip IV 1665 |
| Landgraf Hesji-Kassel          | - 1637 Wilhelm VI Sprawiedliwy 1663 |
| Stadhouder Holandii            | - 1625 Fryderyk Henryk Orański 1647 |
| Szach Iranu                    | - 1642 Abbas II 1666 |
| Państwo Wielkich Mogołów       | - 1627 Szahdżahan 1658 |
| Król Irlandii                  | - 1625 Karol I Stuart 1649 |
| Cesarz Japonii                 | - 1643 Go-Kōmyō 1654 |
| Kalif                          | - 1640 Ibrahim I 1648 |
| Patriarcha Konstantynopola     | - 1644 Parteniusz II 1646 |
| Władca Korei                   | - 1623 Injo 1649 |
| Książę Kurlandii i Semigalii   | - 1642 Jakub Kettler 1682 |
| Książę Liechtensteinu          | - 1627 Karol Euzebiusz 1684 |
| Książę Monako                  | - 1612 Honoriusz II 1662 |
| Król Nawarry                   | - 1643 Ludwik XIV 1710 |
| Król Norwegii                  | - 1588 Chrystian IV 1648 |
| Sułtan Omanu                   | - 1624 Nasir ibn Murszid 1649 |
| Elektor Palatynatu             | - 1623 Maksymilian I Bawarski 1648 |
| Papież                         | - 1644 Innocenty X 1655 |
| Książę Parmy i Piacenzy        | - 1622 Edward I 1646 |
| Król Portugalii                | - 1640 Jan IV 1656 |
| Książę w Prusach               | - 1640 Fryderyk Wilhelm Wielki Elektor 1688 |
| Car Rosji                      | - 1613 Michał I 1645 - 1645 Aleksy I 1676 |
| Cesarz Rzymski (niemiecki)     | - 1637 Ferdynand III Habsburg 1657 |
| Kapitanowie Regenci San Marino | - 1644 Giuliano Belluzzi Pier Leone Corbelli 1645 - 1645 Sforza Cionini Vincenzo Francini 1645 - 1645 Marc'Antonio Bonetti Ottavio Giannini 1646 |
| Elektor Saksonii               | - 1611 Jan Jerzy I Wettyn 1656 |
| Król Szwecji                   | - 1632 Krystyna Waza 1654 |
| Król Tajlandii                 | - 1630 Prasat Thong 1655 |
| Sułtan Turków                  | - 1640 Ibrahim I 1648 |
| Doża Wenecji                   | - 1631 Francesco Erizzo 1646 |
| Król Węgier                    | - 1637 Ferdynand IV 1654 |
| Książęta Wirtembergii          | - 1628 Eberhard III 1674 |

Rok 1645 / MDCXLV
stulecia: XVI wiek ~
XVII wiek ~
XVIII wiek

lata: 1635 «
1640 «
1641 «
1642 «
1643 «
1644 «
1645
» 1646
» 1647
» 1648
» 1649
» 1650
» 1655

## Wydarzenia w Polsce
- 13 lutego–27 marca – w Warszawie obradował sejm zwyczajny[1].
- Wojna trzydziestoletnia: Cieszyn zajęły wojska szwedzkie[2].
- 28 sierpnia – w Toruniu rozpoczął się z pominięciem braci polskich[3] wspólny zjazd katolików, luteran i kalwinistów pod nazwą Colloquium charitativum (łac. braterska rozmowa - spotkanie ekumeniczne mające pogodzić katolików i protestantów).

## Wydarzenia na świecie
- 10 stycznia – arcybiskup Canterbury i prymas Anglii William Laud został ścięty w Tower of London.
- 6 marca – wojna trzydziestoletnia: zwycięstwo wojsk szwedzkich nad niemieckimi w bitwie pod Jankowem koło Pragi.
- 3 maja – wojna trzydziestoletnia: wojska szwedzkie rozpoczęły oblężenie Brna.
- 5 maja – wojna trzydziestoletnia: niemiecka armia cesarska odniosła zwycięstwo nad Francuzami w bitwie pod Herbsthausen.
- 14 czerwca – angielska wojna domowa: siły Parlamentu pokonał rojalistów w bitwie pod Naseby.
- 10 lipca – angielska wojna domowa: siły Parlamentu pokonały Rojalistów w bitwie pod Langport.
- 23 lipca – zmarł car Rosji Michał I, pierwszy z dynastii Romanowów na tronie carskim, obrany monarchą przez Sobór Ziemski po okresie smuty; tegoż dnia carem Rosji został 16-letni Aleksy I.
- 3 sierpnia – wojna trzydziestoletnia: Francuzi zwyciężyli w II bitwie pod Nördlingen.
- 23 sierpnia – Dania i Szwecja zawarły pokój w Brömsebro.
- 24 września – angielska wojna domowa: zwycięstwo wojsk Parlamentu w bitwie pod Rowton Heath.
- 16 grudnia – książę Siedmiogrodu Jerzy I Rakoczy podpisał pokój z Austrią.

## Urodzili się
- 5 stycznia – Philis de La Charce, francuska bohaterka narodowa Delfinatu (zm. 1703)
- 22 stycznia – William Kidd, brytyjski korsarz (zm. 1701)
- 16 sierpnia – Jean de La Bruyère, eseista francuski (zm. 1696)
- 3 grudnia – Michał Stefan Radziejowski, polski duchowny katolicki, podkanclerzy koronny, biskup warmiński, arcybiskup gnieźnieński i prymas Polski, kardynał (zm. 1705)
- 10 grudnia – Jan Franciszek Kurdwanowski, polski duchowny katolicki, jezuita, kanonik krakowski i warmiński, spowiednik, kanclerz i sekretarz królowej Polski Marii Kazimiery d’Arquien, biskup pomocniczy warmiński (zm. 1730)

- data dzienna nieznana: 
  - Filip Evans, jezuita, męczennik, święty katolicki (zm. 1679)
  - Giovanni Antonio Fumiani, włoski malarz (zm. 1710)

## Zmarli
- 1 lutego – Henryk Morse, angielski jezuita, męczennik, święty katolicki (ur. 1595)
- 26 maja – Maria Anna od Jezusa z Paredes, ekwadorska tercjarka franciszkańska, święta katolicka (ur. 1618)
- 13 czerwca – Musashi Miyamoto (jap. 宮本武蔵), japoński rōnin (ur. 1584)
- 22 lipca – Gaspar de Guzmán, hiszpański polityk (ur. 1587)
- 23 lipca (13 lipca ss) – Michał I Romanow, car Rosji (ur. 1596)
- 16 sierpnia – Tobias Hume, angielski kompozytor (ur. 1569)
- 28 sierpnia:
  - (18 sierpnia ss) – Eudoksja Strieszniewa, żona cara Michała I (ur. 1608)
  - Hugo Grocjusz, holenderski filozof (ur. 1583)
- 16 września – Jan Macias, hiszpański dominikanin działający w Peru, święty katolicki (ur. 1585)
- 12 grudnia – Giovanni Bernardino Azzolini, włoski malarz i rzeźbiarz (ur. ok. 1572)
- Feng Menglong, chiński poeta, historyk i pisarz z czasów późnej dynastii Ming (ur. 1574).

## Święta ruchome
- Tłusty czwartek: 23 lutego
- Ostatki: 28 lutego
- Popielec: 1 marca
- Niedziela Palmowa: 9 kwietnia
- Wielki Czwartek: 13 kwietnia
- Wielki Piątek: 14 kwietnia
- Wielka Sobota: 15 kwietnia
- Wielkanoc: 16 kwietnia
- Poniedziałek Wielkanocny: 17 kwietnia
- Wniebowstąpienie Pańskie: 25 maja
- Zesłanie Ducha Świętego: 4 czerwca
- Boże Ciało: 15 czerwca